# Serie Mundial de 1984
La Serie Mundial de 1984 fue disputada entre Detroit Tigers y San Diego Padres.
Los Detroit Tigers resultaron ganadores al vencer en la serie por 4 partidos a 1.

## Desarrollo

### Juego 1
| Equipo    | 1 | 2 | 3 | 4 | 5 | 6 | 7 | 8 | 9 | C | H | E |
| --------- | - | - | - | - | - | - | - | - | - | - | - | - |
| Detroit   | 1 | 0 | 0 | 0 | 2 | 0 | 0 | 0 | 0 | 3 | 8 | 0 |
| San Diego | 2 | 0 | 0 | 0 | 0 | 0 | 0 | 0 | 0 | 2 | 8 | 1 |

LG: Jack Morris (1–0)  LP: Mark Thurmond (0–1)  
HRs:  DET – Larry Herndon (1)

### Juego 2
| Equipo    | 1 | 2 | 3 | 4 | 5 | 6 | 7 | 8 | 9 | C | H  | E |
| --------- | - | - | - | - | - | - | - | - | - | - | -- | - |
| Detroit   | 3 | 0 | 0 | 0 | 0 | 0 | 0 | 0 | 0 | 3 | 7  | 3 |
| San Diego | 1 | 0 | 0 | 1 | 3 | 0 | 0 | 0 | X | 5 | 11 | 0 |

LG: Andy Hawkins (1–0)  LP: Dan Petry (0–1)  SV: Craig Lefferts (1)  
HRs:  SD – Kurt Bevacqua (1)

### Juego 3
| Equipo    | 1 | 2 | 3 | 4 | 5 | 6 | 7 | 8 | 9 | C | H  | E |
| --------- | - | - | - | - | - | - | - | - | - | - | -- | - |
| San Diego | 0 | 0 | 1 | 0 | 0 | 0 | 1 | 0 | 0 | 2 | 10 | 0 |
| Detroit   | 0 | 4 | 1 | 0 | 0 | 0 | 0 | 0 | X | 5 | 7  | 0 |

LG: Milt Wilcox (1–0)  LP: Tim Lollar (0–1)  SV: Willie Hernández (1)  
HRs:  DET – Marty Castillo (1)

### Juego 4
| Equipo    | 1 | 2 | 3 | 4 | 5 | 6 | 7 | 8 | 9 | C | H | E |
| --------- | - | - | - | - | - | - | - | - | - | - | - | - |
| San Diego | 0 | 1 | 0 | 0 | 0 | 0 | 0 | 0 | 1 | 2 | 5 | 2 |
| Detroit   | 2 | 0 | 2 | 0 | 0 | 0 | 0 | 0 | X | 4 | 7 | 0 |

LG: Jack Morris (2–0)  LP: Eric Show (0–1)  
HRs:  SD – Terry Kennedy (1)  DET – Alan Trammell 2 (2)

### Juego 5
| Equipo    | 1 | 2 | 3 | 4 | 5 | 6 | 7 | 8 | 9 | C | H  | E |
| --------- | - | - | - | - | - | - | - | - | - | - | -- | - |
| San Diego | 0 | 0 | 1 | 2 | 0 | 0 | 0 | 1 | 0 | 4 | 10 | 1 |
| Detroit   | 3 | 0 | 0 | 0 | 1 | 0 | 1 | 3 | X | 8 | 11 | 1 |

LG: Aurelio López (1–0)  LP: Andy Hawkins (1–1)  SV: Willie Hernández (2)  
HRs:  SD – Kurt Bevacqua (2)  DET – Kirk Gibson 2 (2), Lance Parrish (1)
|                                                        |
| Campeón de las Grandes Ligas Detroit Tigers 4.º título |